# Nototriche meyenii
Nototriche meyenii är en malvaväxtart som beskrevs av Ulbrich. Nototriche meyenii ingår i släktet Nototriche och familjen malvaväxter. Inga underarter finns listade i Catalogue of Life.